# Kaoss Pad

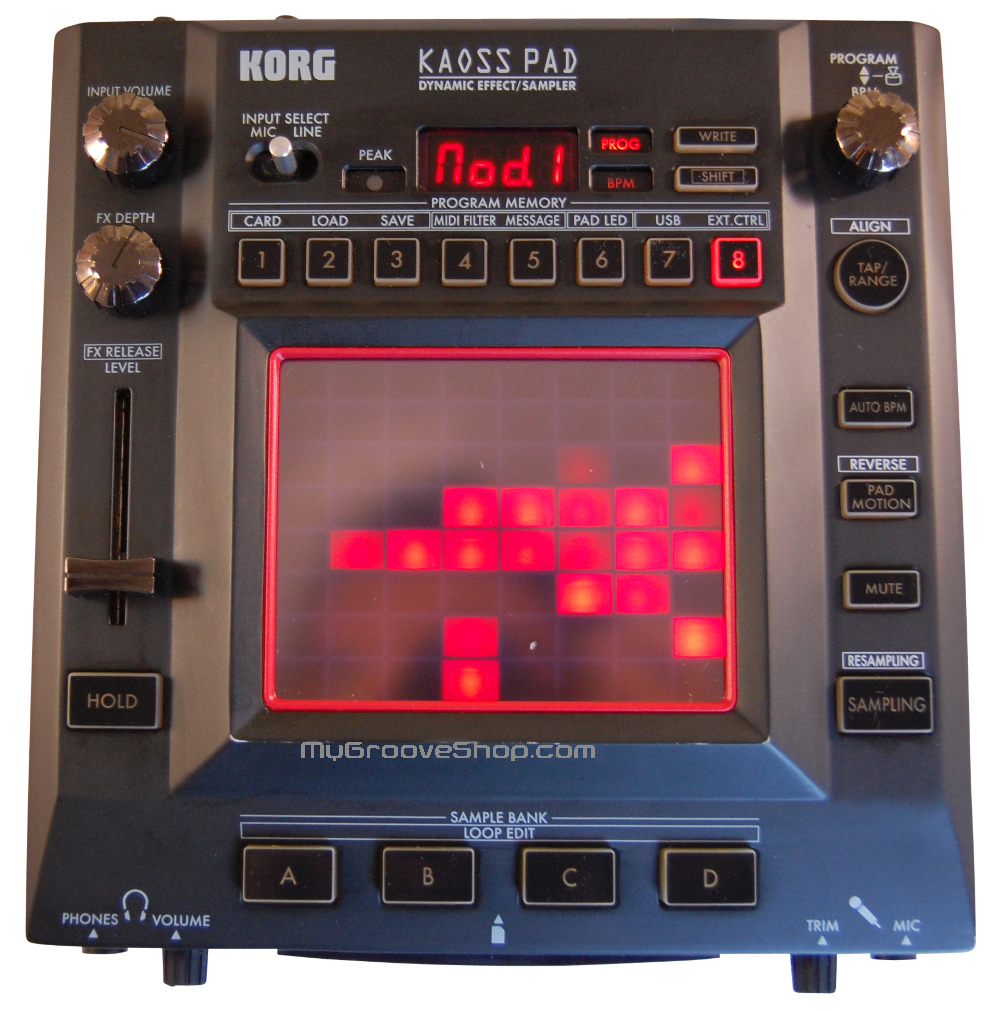

Kaoss Pad é um controlador MIDI tátil, sampler e processador de efeitos para áudio e instrumentos musicais fabricado pela Korg.
Sua interface tátil pode ser usada para controlar seu mecanismo interno de efeitos, que podem ser aplicados para um sinal de linha ou em samples gravados a partir deste sinal. Os tipos de efeitos incluídos são pitch shift, distorção, fitros, wah-wah, tremolo, flanger, delay, reverberação, auto-panning, gate, phaser e ring modulation.
Pode ser usado também como controlador MIDI através do seu eixo X-Y tátil, transformando a posição dos dedos sobre a tela em sinal MIDI.
Seu modelo original, lançado em 1999 é conhecido como KP1. Desde então a Korg passou a lançar modelos atualizados do Kaoss Pad: o KP2, com novos recursos; o KPE1 (Kaoss Pad Entrancer), um modelo capaz de processar áudio e vídeo e mais recentemente o KP3, que começou a ser vendido em outubro de 2006.
Em 2007, a Korg lançou uma versão mais nova do Kaoss Pad, o mini-KP. Esse novo Kaoss Pad, baseado no KP3 e usa muito dos seus elementos essenciais. Como o nome sugere, o mini-KP é uma versão reduzida do KP3. O mini-KP dispõe de 100 efeitos e programações e dois bancos de memória. É alimentado por 4 pilhas AA, permitindo ao usuário utilizar-se da portabilidade do equipamento. Entretanto, o mini-KP não dispõe de iluminação em sua interface tátil e não possui saída MIDI.

## Usuários famosos do Kaoss Pad
- Trentemoller
- Matthew Bellamy
- Jerome Fontamillas
- Jonny Greenwood
- Ed O'Brien
- Alessandro Cortini
- Dhani Harrison
- Brian Eno
- Chris Kilmore
- Korn
- Blake Lewis
- Russell Lissack
- Brian Molko
- Mike Patton
- Jeff Tweedy
- Nels Cline
- Sid Wilson
- Jordan Rudess
- Vadim Pruzhanov
- Trent Reznor
- Geologist
- Prodigy